# Omak
Omak é uma cidade localizada no estado norte-americano de Washington, no Condado de Okanogan.

## Demografia
Segundo o censo norte-americano de 2000, a sua população era de 4721 habitantes.
Em 2006, foi estimada uma população de 4751, um aumento de 30 (0.6%).

## Geografia
De acordo com o United States Census Bureau tem uma área de
7,6 km², dos quais 7,4 km² cobertos por terra e 0,2 km² cobertos por água. Omak localiza-se a aproximadamente 257 m acima do nível do mar.

## Localidades na vizinhança
O diagrama seguinte representa as localidades num raio de 36 km ao redor de Omak.